# Farstrup
 Der er for få eller ingen kildehenvisninger i denne artikel, hvilket er et problem. Du kan hjælpe ved at angive troværdige kilder til de påstande, som fremføres i artiklen.

Farstrup er en landsby i det nordlige Himmerland med 459 indbyggere  (2024), beliggende i Farstrup Sogn mellem Nibe (13 km. mod øst) og Løgstør (14 km. mod vest) og 4 kilometer syd for Staun. Den ligger i Region Nordjylland og hører til Aalborg Kommune.
Farstrup Skole, Farstrup Kirke og Spiloppen er offentlige institutioner. Der er busforbindelser til Aalborg og Løgstør og skolebusforbindelse til omegnen. Byen rummer desuden dagligvarehandel, kraftvarmeværk, rideskole, tømrerforretning, juletræsgrosserer, forsamlingshus, vandværk, et rådgivende ingeniørfirma, sportshal og et autoværksted. En lægepraksis flyttede i 1999 til Nibe.
Udover Staun er de nærmeste landsbyer Kølby, Barmer, Lundby og St. Ajstrup.
En gren af Hærvejen krydsede i sin tid Limfjorden nord for Farstrup.
Før 2007 var Farstrup den næststørste by i den nu nedlagte Nibe Kommune.